# Kevin Fortes
Kevin Fortes (Nogent-sur-Marne, 27 maggio 1998) è un giocatore di football americano francese, che gioca come safety per gli Helvetic Mercenaries.
Dopo aver giocato per le giovanili e la prima squadra dei Molosses d'Asnières, nel 2019 si trasferisce ai tedeschi Saarland Hurricanes e nel 2021 ai Potsdam Royals. Dal 2022 gioca in ELF, prima con gli Hamburg Sea Devils, poi con i Madrid Bravos - lasciati dopo una sola giornata per passare agli Helvetic Mercenaries.

## Palmarès
- 1 Casque d'Or (Molosses d'Asnières, 2017)